# Nà Khương
Nà Khương là một xã thuộc huyện Quang Bình, tỉnh Hà Giang, Việt Nam.

## Địa lý
Xã Nà Khương nằm ở phía nam huyện Quang Bình, có vị trí địa lý:
- Phía đông và nam giáp huyện Bắc Quang
- Phía tây giáp tỉnh Yên Bái
- Phía bắc giáp xã Hương Sơn và xã Tiên Yên.

Xã Nà Khương có diện tích 30,66 km², dân số năm 2019 là 2.865 người, mật độ dân số đạt 93 người/km².

## Lịch sử
Trước đây, Nà Khương là một xã thuộc huyện Bắc Quang.
Ngày 29 tháng 8 năm 1994, Chính phủ ban hành Nghị định số 112/1994/NĐ-CP về việc thành lập xã Xuân Giang từ một phần của xã Nà Khương.
Ngày 1 tháng 12 năm 2003, Chính phủ ban hành Nghị định 146/2003/NĐ-CP về việc thành lập huyện Quang Bình trên cơ sở điều chỉnh xã Nà Khương thuộc huyện Bắc Quang sang trực thuộc huyện Quang Bình.